# Slowakije op de Olympische Spelen
Slowakije is een van de landen die deelneemt aan de Olympische Spelen. Slowakije debuteerde op de Winterspelen van 1994. Twee jaar later, in 1996, kwam het voor het eerst uit op de Zomerspelen.
Tot 1993 was Slowakije onderdeel van Tsjechoslowakije en namen de Slowaken tot en met 1992 deel aan de Spelen als lid van het Tsjechoslowaaks team.
In 2022 nam Slowakije voor de achtste keer deel aan de Winterspelen, Parijs 2024 was de achtste deelname aan de Zomerspelen. Het is een van de 44 landen die zowel op de Winter- als de Zomerspelen een medaille behaalde.

## Medailles en deelnames
Er werden 43 medailles, 33 op de Zomerspelen en tien op de Winterspelen, behaald.
Winterspelen
De acht medailles behaald in twee olympische sportdisciplines, biatlon (7) en snowboarden (1). Zes hiervan werden behaald door biatlete Anastasiya Kuzmina. Met de drie gouden en drie zilveren medailles stond ze na de Winterspelen van 2018 op de lijst van succesvolste medaillewinnaars op de Olympische Winterspelen op de 50e positie.
Zomerspelen
De 33 medailles op de Zomerspelen werden bij het kanovaren (20), in de schietsport (6), zwemmen (2), atletiek, golf, judo en worstelen behaald.
De kanovaarders Pavol Hochschorner en Peter Hochschorner zijn de ‘succesvolste’ olympische deelnemers, in 2000, 2004 en 2008 veroverden zij de gouden medaille en in 2012 de bronzen medaille op het onderdeel C2 slalom. De kanovaarder Michal Martikán won de meeste medailles (5), op het onderdeel C1 slalom won hij 1996 en 2008 goud, in 2000 en 2004 zilver en in 2012 brons.

### Overzicht
De tabel geeft een overzicht van de jaren waarin werd deelgenomen, het aantal gewonnen medailles en de eventuele plaats in het medailleklassement.
| Zomerspelen | Zomerspelen | Zomerspelen | Zomerspelen | Zomerspelen | Zomerspelen |        | Winterspelen | Winterspelen | Winterspelen | Winterspelen | Winterspelen | Winterspelen |
| Jaar        | Goud        | Zilver      | Brons       | Totaal      | Rang        | Jaar   | Goud         | Zilver       | Brons        | Totaal       | Rang         |              |
| 1996        | 1           | 1           | 1           | 3           | 43          | 1994   | 0            | 0            | 0            | 0            | -            |              |
| 2000        | 1           | 3           | 1           | 5           | 39          | 1998   | 0            | 0            | 0            | 0            | -            |              |
| 2004        | 2           | 2           | 2           | 6           | 29          | 2002   | 0            | 0            | 0            | 0            | -            |              |
| 2008        | 3           | 3           | 0           | 6           |             | 2006   | 0            | 1            | 0            | 1            | 21           |              |
| 2012        | 0           | 1           | 3           | 4           | 59          | 2010   | 1            | 1            | 1            | 3            | 17           |              |
| 2016        | 2           | 2           | 0           | 4           | 37          | 2014   | 1            | 0            | 0            | 1            | 21           |              |
| 2020        | 1           | 2           | 1           | 4           | 50          | 2018   | 1            | 2            | 0            | 3            | 17           |              |
| 2024        | 0           | 0           | 1           | 1           | 84          | 2022   | 1            | 0            | 1            | 2            | 21           |              |
| Totaal      | 10          | 14          | 9           | 33          |             | Totaal | 4            | 4            | 2            | 10           |              |              |
| Tot. Z+W    | 14          | 18          | 11          | 43          |             |        |              |              |              |              |              |              |

2008: van oorspronkelijk 3-2-1 aangepast naar 3-3-0

### Winterspelen
| Editie | Sport       | Olympiër           | Onderdeel               | Medaille |
| ------ | ----------- | ------------------ | ----------------------- | -------- |
| 2006   | Snowboarden | Radoslav Zidek     | cross (m)               | Zilver   |
| 2010   | Biatlon     | Pavol Hurajt       | 15 km massastart (m)    | Brons    |
| 2010   | Biatlon     | Anastasiya Kuzmina | 7,5 km sprint (v)       | Goud     |
| 2010   | Biatlon     | Anastasiya Kuzmina | 10 km achtervolging (v) | Zilver   |
| 2014   | Biatlon     | Anastasiya Kuzmina | 7,5 km sprint (v)       | Goud     |
| 2018   | Biatlon     | Anastasiya Kuzmina | 12,5 km massastart (v)  | Goud     |
| 2018   | Biatlon     | Anastasiya Kuzmina | 10 km achtervolging (v) | Zilver   |
| 2018   | Biatlon     | Anastasiya Kuzmina | 15 km individueel (v)   | Zilver   |

### Zomerspelen
| Editie | Sport       | Olympiër                                                   | Onderdeel                                    | Medaille |
| ------ | ----------- | ---------------------------------------------------------- | -------------------------------------------- | -------- |
| 1996   | Kanovaren   | Michal Martikán                                            | C-1 slalom (m)                               | Goud     |
| 1996   | Kanovaren   | Slavomír Kňazovický                                        | C-1 500 m (m)                                | Zilver   |
| 1996   | Schietsport | Jozef Gönci                                                | kleinkalibergeweer, liggend, 50 m (m)        | Brons    |
| 2000   | Kanovaren   | Michal Martikán                                            | C-1 slalom (m)                               | Zilver   |
| 2000   | Kanovaren   | Juraj Minčík                                               | C-1 slalom (m)                               | Brons    |
| 2000   | Kanovaren   | Pavol Hochschorner Peter Hochschorner                      | C-2 slalom (m)                               | Goud     |
| 2000   | Zwemmen     | Martina Moravcová                                          | 200 m vrije slag (v)                         | Zilver   |
| 2000   | Zwemmen     | Martina Moravcová                                          | 100 m vlinderslag (v)                        | Zilver   |
| 2004   | Judo        | Jozef Krnac                                                | halflichtgewicht (m)                         | Zilver   |
| 2004   | Kanovaren   | Michal Martikán                                            | C-1 slalom (m)                               | Zilver   |
| 2004   | Kanovaren   | Pavol Hochschorner Peter Hochschorner                      | C-2 slalom (m)                               | Goud     |
| 2004   | Kanovaren   | Juraj Bača Michal Riszdorfer Richard Riszdorfer Erik Vlček | K-4 1000 m (m)                               | Brons    |
| 2004   | Kanovaren   | Elena Kaliská                                              | K-1 slalom (v)                               | Goud     |
| 2004   | Schietsport | Jozef Gönci                                                | luchtgeweer 10 m (m)                         | Brons    |
| 2008   | Kanovaren   | Michal Martikán                                            | C-1 slalom (m)                               | Goud     |
| 2008   | Kanovaren   | Pavol Hochschorner Peter Hochschorner                      | C-2 slalom (m)                               | Goud     |
| 2008   | Kanovaren   | Elena Kaliská                                              | K-1 slalom (v)                               | Goud     |
| 2008   | Kanovaren   | Michal Riszdorfer Richard Riszdorfer Juraj Tarr Erik Vlček | K-4 1000 m (m)                               | Zilver   |
| 2008   | Schietsport | Zuzana Štefecekova                                         | trap (v)                                     | Zilver   |
| 2008   | Worstelen   | David Musuľbes                                             | vrije stijl, superzwaargewicht (-120 kg) (m) | *        |
| 2012   | Schietsport | Zuzana Štefecekova                                         | trap (v)                                     | Zilver   |
| 2012   | Kanovaren   | Michal Martikán                                            | C-1 slalom (m)                               | Brons    |
| 2012   | Kanovaren   | Pavol Hochschorner Peter Hochschorner                      | C-2 slalom m)                                | Brons    |
| 2012   | Schietsport | Danka Barteková                                            | skeet (v)                                    | Brons    |
| 2016   | Atletiek    | Matej Tóth                                                 | 50 km snelwandelen (m)                       | Goud     |
| 2016   | Kanovaren   | Matej Beňuš                                                | C-1 slalom (m)                               | Zilver   |
| 2016   | Kanovaren   | Ladislav Škantár Peter Škantár                             | C-2 slalom (m)                               | Goud     |
| 2016   | Kanovaren   | Tibor Linka Denis Myšák Juraj Tarr Erik Vlček              | K-4 1000 m (m)                               | Zilver   |
| 2020   | Golf        | Rory Sabbatini                                             | mannen                                       | Zilver   |
| 2020   | Kanovaren   | Jakub Grigar                                               | K-1 slalom (m)                               | Zilver   |
| 2020   | Kanovaren   | Samuel Baláž Adam Botek Denis Myšák Erik Vlček             | K-4 500 m (m)                                | Brons    |
| 2020   | Schietsport | Zuzana Rehák-Štefečeková                                   | trap (v)                                     | Goud     |

* 2008: Deze medaille werd in een later stadium aangepast van brons naar zilver
Afghanistan · Albanië · Algerije · Amerikaans-Samoa · Amerikaanse Maagdeneilanden · Andorra · Angola · Antigua en Barbuda · Argentinië · Armenië · Aruba · Australië · Azerbeidzjan · Bahama's · Bahrein · Bangladesh · Barbados · België · Belize · Benin · Bermuda · Bhutan · Bolivia · Bosnië en Herzegovina · Botswana · Brazilië · Britse Maagdeneilanden · Brunei · Bulgarije · Burkina Faso · Burundi · Cambodja · Canada · Centraal-Afrikaanse Republiek · Chili · China · Chinees Taipei · Colombia · Comoren · Congo-Brazzaville · Congo-Kinshasa · Cookeilanden · Costa Rica · Cuba · Cyprus · Denemarken · Djibouti · Dominica · Dominicaanse Republiek · Duitsland · Ecuador · Egypte · El Salvador · Equatoriaal-Guinea · Eritrea · Estland · Ethiopië · Fiji · Filipijnen · Finland · Frankrijk · Gabon · Gambia · Georgië · Ghana · Grenada · Griekenland · Groot-Brittannië · Guam · Guatemala · Guinee · Guinee-Bissau · Guyana · Haïti · Honduras · Hongarije · Hongkong · Ierland · IJsland · India · Indonesië · Irak · Iran · Israël · Italië · Ivoorkust · Jamaica · Japan · Jemen · Jordanië · Kaaimaneilanden · Kaapverdië · Kameroen · Kazachstan · Kenia · Kirgizië · Kiribati · Koeweit · Kosovo · Kroatië · Laos · Lesotho · Letland · Libanon · Liberia · Libië · Liechtenstein · Litouwen · Luxemburg · Madagaskar · Malawi · Malediven · Maleisië · Mali · Malta · Marokko · Marshalleilanden · Mauritanië · Mauritius · Mexico · Micronesië · Moldavië · Monaco · Mongolië · Montenegro · Mozambique · Myanmar · Namibië · Nauru · Nederland · Nepal · Nicaragua · Nieuw-Zeeland · Niger · Nigeria · Noord-Korea · Noord-Macedonië · Noorwegen · Oeganda · Oekraïne · Oezbekistan · Oman · Oost-Timor · Oostenrijk · Pakistan · Palau · Palestina · Panama · Papoea-Nieuw-Guinea · Paraguay · Peru · Polen · Portugal · Puerto Rico · Qatar · Roemenië · Rusland · Rwanda · Saint Kitts en Nevis · Saint Lucia · Saint Vincent en de Grenadines · Salomonseilanden · Samoa · San Marino · Saoedi-Arabië · Sao Tomé en Principe · Senegal · Servië · Seychellen · Sierra Leone · Singapore · Slovenië · Slowakije · Somalië · Spanje · Sri Lanka · Soedan · Suriname · Swaziland · Syrië · Tadzjikistan · Tanzania · Thailand · Togo · Tonga · Trinidad en Tobago · Tsjaad · Tsjechië · Tunesië · Turkije · Turkmenistan · Tuvalu · Uruguay · Vanuatu · Venezuela · Verenigde Arabische Emiraten · Verenigde Staten · Vietnam · Wit-Rusland · Zambia · Zimbabwe · Zuid-Afrika · Zuid-Korea · Zuid-Soedan · Zweden · Zwitserland
Historische landen: Bohemen · Bondsrepubliek Duitsland · Brits-Indië · Duitse Democratische Republiek · Joegoslavië · Malaya · Nederlandse Antillen · Noord-Borneo · Noord-Jemen · Saarland · Servië en Montenegro · Sovjet-Unie · Tsjecho-Slowakije · West-Indische Federatie · Zuid-Jemen
Bijzondere deelnames: Onafhankelijke olympische atleten · Vluchtelingenteam 
 Australazië · Duits Eenheidsteam · Gemengd team · Gezamenlijk Team